# 渡部剛士
渡部 剛士（わたなべ たけし、1963年12月14日 - ）は、南海放送執行役員テレビ本部テレビ局長・社会貢献委員会24時間テレビ担当。
元アナウンサー、元プロデューサー。

## 経歴
- 愛媛県松山市出身。道後小学校、愛光中学・高校、香川大学経済学部を経て、中央大学文学部哲学科社会学専攻卒業。
- 1987年 南海放送に入社（アナウンサー）。
- 放送業務本部報道制作センター副部長
- 2004年3月 放送業務本部報道制作センター部長(企画担当)、デジタル戦略会議委員
- 経営管理本部庶務部長
- 2008年10月 経営管理本部総務部長
- テレビ局コンテンツ開発部長
- 2010年6月 営業開発部長
- 社長室部長・開局60年委員会事務局
- 2014年3月 総務局チーフマネージャー(局次長格)・社長室部長・社会貢献委員会事務局事務局長
- 2015年7月 総合企画局チーフマネージャー（局次長格）人事・経営企画担当・社会貢献委員会事務局事務局長
- 2016年3月 営業本部東京支社次長（局次長）・業務部長
- 2017年3月 営業本部東京支社次長（シニアマネージャー・局長格）・業務部長
- 2018年3月 執行役員メディア本部テレビ局長・広報視聴者センター部長
- 2019年3月 執行役員テレビ本部テレビ局長・社会貢献委員会24時間テレビ担当

## 過去の担当番組
- 特急!なんかいNEWSプラス1
- RNB杯アマゴルフ選手権の実況を15回大会以降担当。自らもゴルフ好きで世界各地のコースでプレーした経験を持つ。